# Kuusjärvi (sjö i Muurame, Mellersta Finland)
Kuusjärvi är en sjö i kommunen Muurame i landskapet Mellersta Finland i Finland. Sjön ligger 100,3 meter över havet. Arean är 1,06 kvadratkilometer och strandlinjen är 12,14 kilometer lång. Sjön  ingår i Kymmene älvs huvudavrinningsområde.   Den ligger omkring 14 kilometer väster om Jyväskylä och omkring 230 kilometer norr om Helsingfors. 
I sjön finns öarna Kirkkosaaret, Särkisaari och Vasikkasaari. 